# برانکو گراچانین
برانکو گراچانین (کرواتی: Branko Gračanin؛ زادهٔ ۱۹ اکتبر ۱۹۴۳) بازیکن فوتبال اهل یوگسلاوی بود.
از باشگاه‌هایی که در آن بازی کرده‌است می‌توان به باشگاه فوتبال دینامو زاگرب اشاره کرد.
وی همچنین در تیم ملی فوتبال یوگسلاوی بازی کرده‌است.